# San Vicente (Ecuador)
San Vicente è una parrocchia urbana dell'Ecuador, capoluogo dell'omonimo cantone, nella provincia di Manabí.